# Norra Åsbo tingslag
Norra Åsbo (domsagas) tingslag var mellan 1682 och 1970 ett tingslag i Kristianstads län i Norra Åsbo domsaga (från 1878). Tingsplats var Klippan.
Tingslaget omfattade Norra Åsbo härad. Tingslaget upplöstes 1971 då verksamheten överfördes till Norra Åsbo tingsrätt.